# Bihari Sándor (festő, 1947–2013)
Bihari Sándor (Debrecen, 1947. április 7. – Pilisvörösvár, 2013. december 23.) festőművész, akvarellista.

## Élete
A Kossuth Lajos Gyakorló Általános Iskola elvégzése után a Péchy Mihály Építőipari Technikumba járt. Itt kezdett el komolyabban érdeklődni a képzőművészet iránt. Tagja lett a Medgyessy Ferenc Képzőművészeti Körnek. Tanárai Bíró Lajos és Félegyházi László voltak. Nyaranta a Hajdúsági Művésztelepen, valamint az Országos Művésztelepen tanult és alkotott.
Érettségi után jelentkezett a Magyar Képzőművészeti Főiskola esti előkészítő szakjára, és felköltözött Budapestre. Délelőttönként dolgozott, hogy el tudja tartani magát, délután szorgalmasan járt az előkészítőre. Egy év után fel is vették a főiskolára. Első mestere Szentiványi Lajos volt. Nála ismerte meg az akvarell technikáját. Másodéves korában Szentiványi Lajos meghalt, ekkor választotta mesteréül Kokas Ignácot, aki nagy hatással volt művészi fejlődésére, pályájára. További tanárai Barcsay Jenő, Patay László, Dienes Gábor, Bráda Tibor és Xantusz Gyula, legjobb barátai Buhály József és Mészáros László voltak. A főiskolát 1976-ban végezte el.
Közben megházasodott, feleségével Pomázon építkeztek. Mire a ház elkészült, a házasság tönkrement, és válással végződött. Ebből a kapcsolatból egy leánya született.
1978-ban Szlávik Lajos festőművész hívására a Zsámbéki Tanítóképző Főiskola rajz tanszékén kezdett el dolgozni. Nyolc évet töltött el itt, majd ezután csak a festésnek élt. Ennek kezdeti nehéz időszakában sokat köszönhetett öccsének, Lászlónak, aki ekkor a „menedzserként” segítette őt.
1989-ben újra megnősült, és Pilisvörösvárra költözött. A házasságból két leánya és egy fia született.
2013-ban hunyt el hosszan tartó súlyos betegség után.

## Munkássága
Kiállításai
| Egyéni - 1978 : Debrecen, Vasutas Klub - 1980 : Abádszalók - 1980 : Haagtor Galéria, Tübingen, - 1980 : Rottenburg - 1983 : Hotel Olympia, Budapest - 1985 : Ferenczy Károly Terem, Pécs - 1986 : Svéd–magyar Kultúrterem, Stockholm - 1987 : Győr - 1988 : Gulácsy Terem, Szeged - 1989 : Paál László Terem, Budapest - 1990 : Bad Neuheim, Németország - 1991 : Derkovits Terem, Budapest - 1993 : Lord Mayor, Városmajor, Budapest - 1993 : Gilde étterem, Pilisvörösvár - 1994 : Keve Galéria, Ráckeve - 1994 : Lillafüred, Nagyszálló - 1995 : Kispesti Vigadó, Budapest - 1995 : Balatonudvari - 1996 : Általános Iskola, Makád - 1997 : Varázskő Galéria, Pilisvörösvár - 1997 : Mariann Galéria, Győr - 1998 : Bank Center, Budapest - 1999 : Medgyessy Terem, Debrecen - 1999 : Hotel Aquincum, Budapest - 2000 : Kongresszusi Központ, Budapest - 2001 : Szatmári Múzeum, Mátészalka - 2001 : Bank Center, Budapest - 2002 : Zeneiskola, Pomáz - 2004 : Művelődési Ház, Zsámbék, - 2004 : Ráckeve - 2006 : Borkápolna, Budapest - 2009 : Művészetek Háza, Pilisvörösvár | Kollektív kiállítások - Többszöri részvétel a Szegedi nyári tárlaton, - a Debreceni tavaszi és őszi tárlaton, - az Egri Aquarell Biennálén, a Hatvani Tájkép Biennálén - 1978 : Angol Királyi Aquarelltársaság, London - 1989 : Basel, Svájc - 1996 : Silkeborg, Dánia - 2000 : „A debreceni grafika két évszázada”, Debrecen - 2007 : „Bíró Lajos festőművész és tanítványai”, Debrecen - 2008 : „A Biblia évében” – a Pilisi Alkotó Kaptár Egyesület csoportos tárlata, Pilisvörösvár, Művészetek Háza |